# Миноунгу, Умару
Умару Миноунгу (фр. Oumarou Minoungou; род. 18 марта 1988) — буркинийский шоссейный велогонщик.

## Карьера
За время своей карьеры неоднократно стартовал на главной африканской гонке Тур дю Фасо.
Также стартовал на проводившихся с 2005 года в рамках Африканского тур UCI гонках Тур Камеруна, Тропикале Амисса Бонго, Тур Марокко, Гран-при Шанталь Бийя, Тур Кот-д’Ивуара. Наивысшим результатом на них стал выигранный этап и победа в общем зачёте на Туре Камеруна в 2011 году.
Помимо этого на гонках в рамках национальных календарей отметился победами на этапах Букль дю Котон и вторым местом в общем зачёте на Туре Того.
В 2012 году выступил на чемпионате Африки.

## Достижения
2009
5-й этап на Букль дю Котон
2011
Тур Камеруна
1-й в генеральной классификации
1-й этап
7-й этап на Букль дю Котон
2015
Тур Того
2-й в генеральной классификации
7-й этап

## Рейтинги
| Год                 | 2011 |
| ------------------- | ---- |
| Африканский тур UCI | 16-й |
|                     |      |
| Источник: UCI       |      |